# Orthostigma monotonum
Orthostigma monotonum är en stekelart som beskrevs av Fischer 1969. Orthostigma monotonum ingår i släktet Orthostigma och familjen bracksteklar. Inga underarter finns listade i Catalogue of Life.